# Нордюрланд-Вестра
Но́рдюрланд-Ве́стра (исл. Norðurland vestra; в пер. Запад Северной Земли) — регион в Исландии.
Нордюрланд-Вестра — один из 8 регионов Исландии, находится в северной части страны. На севере он омывается водами Гренландского моря, на западе граничит с регионом Вестфирдир, на юге — с регионами Вестюрланд и Сюдюрланд, на востоке — с регионом Нордюрланд-Эйстра. Площадь региона составляет 12 737 км². Численность населения — 7392 человека (2008 года). Плотность населения равна 0,587 чел./км². Административный центр — Сёйдауркроукюр в сисле Скагафьордюр. До 2006 года в регион Нордюрланд-Вестра входил город Сиглюфьордюр, перешедший затем в регион Нордюрланд-Эйстра.
В центральной части региона находится озеро Адальмансватн (бассейн реки Бланда), на юге — Аднарватн-Стоура (бассейн Эйстюрау), на севере — группа озёр Свинаватн и озеро Хоуп, отделённое от залива Хунафлоуи косой. Также в Нордюрланд-Вестре расположено водохранилище Блёндюлоун.

## Население
| Год  | Население | Процент от общего населения Исландии |
| ---- | --------- | ------------------------------------ |
| 1920 | 8 636     | 9,14 %                               |
| 1930 | 8 000     | 7,36 %                               |
| 1940 | 7 665     | 6,30 %                               |
| 1950 | 7 340     | 5,09 %                               |
| 1960 | 7 561     | 4,22 %                               |
| 1970 | 7 748     | 3,79 %                               |
| 1980 | 8 628     | 3,73 %                               |
| 1990 | 8 631     | 3,35 %                               |
| 2000 | 7 873     | 2,76 %                               |
| 2010 | 7 394     | 2,33 %                               |

## Административное деление
В административном отношении регион Нордюрланд-Вестра разделён на 3 сислы (округа) и 1 «свободную общину».
| Адм. единица                | Население, чел. (2009) | Площадь, км²     | Административный центр |                  |
| Свободная община            | Свободная община       | Свободная община | Свободная община       | Свободная община |
| --------------------------- | ---------------------- | ---------------- | ---------------------- | ---------------- |
| Свейтарфелагид Скагафьярдар | 4078                   | 4167,6           | Сёйдауркроукюр         |                  |
| Сисла                       |                        |                  |                        |                  |
| Вестюр-Хунаватн             | 1167                   | 2662,6           | Блёндюоус              |                  |
| Эйстюр-Хунаватн             | 1985                   | 4546,2           | Блёндюоус              |                  |
| Скагафьордюр                | 222                    | 1360,6           | Сёйдауркроукюр         |                  |
| Всего                       | 7452                   | 12 737           |                        |                  |